# سفارت‌نامه
سفارت‌نامه سبکی در ادبیات ترکی و نزدیک به سبک سیاحت‌نامه بود که مخصوص بازگو کردن سفرها و تجربه‌های سفیران عثمانی در کشورهای دیگر بود. نویسندگان سفارت‌نامه‌ها با دانستن این موضوع که کتاب مورد مطالعه سلطان و مقام‌های بلندپایه عثمانی قرار خواهد می‌گرفت کتاب را می‌نوشتند و بنابراین سفارت‌نامه‌ها خوانشی نیمه رسمی نیز داشتند، که هدف آنها دادن «احساس» بودن در کشور خارجی مورد نظر و اطلاع‌رسانی در مورد آن کشور بود. به همین دلیل و به دلیل خصوصیات ادبی، این کتاب‌ها تا به امروز هم توسط خوانندگان معمولی خوانده می‌شوند.
نخستین نمونه سفارت‌نامه سفارت‌نامه کارا محمد چلبی است، که به دوران سفارت وی در وین در سال ۱۶۵۵ برمی‌گردد. نمونه‌های برجسته این سبک، که عمدتاً مربوط به سده هجدهم هستند، هم از نگاه ادبی ماندگار و هم از نظر پژوهشی برای پژوهشگران تاریخ عثمانی و نگاه عثمانی‌ها از اروپای غربی مهم هستند. این سفارت‌نامه‌ها منابع مناسبی برای یافتن دلایل پیشی گرفتن اروپاییان از نظر علمی، فرهنگی، سیاسی و غیره هستند.
حس کنجکاوی نویسندگان سفارت‌نامه‌ها در رابطه با فرهنگ غربی کاملاً در مقابل حس کنجکاوی پاریسی‌ها و برلینی‌ها در رابطه با ترک‌های عثمانی بود که بیشتر آنها هم برای نخستین بار با ترک‌ها برخورد داشتند.
در میان سفارت‌نامه‌های برجسته می‌توان موارد زیر را نام برد.
- سفارت‌نامهٔ یرمی‌سیکیز محمد چلبی، که اولین سفیر ترکیه در پاریس در سال ۱۷۲۰ بود،
- سفارت‌نامه‌یاحمد رسمی افندی، که اولین سفیر ترکیه در برلین بود،
- سفارت‌نامهٔ گیریتلی علی عزیز افندی، در اولین مأموریت خود به عنوان سفیر ترکیه در پروس در سال ۱۷۹۶.

چهل نمونه از سفارت‌نامه توسط سفیران عثمانی نوشته شده‌است که در سده ۱۸ و اوایل سده نوزدهم در مقام‌های گوناگون و در شهرها/کشورهای لندن، پاریس، برلین، استکهلم، روسیه، لهستان، ایتالیا، اسپانیا، ایران، هند، مراکش و بخارا کار می‌کردند. نویسندگانی که سواد ادبی چندانی نداشتند، بیشتر در قالب یادداشت حرفه ای و موضوعی که به نام تکریر شناخته می‌شد، می‌نوشتند.